# گلوریاد
گلوریاد (به انگلیسی: GLORIAD) سرنام واژگان Global Ring Network for Advanced Application Development به معنی «شبکه حلقوی برای توسعهٔ کاربرد پیشرفته» است. این شبکه با سرعتی بالغ بر ۱۰ گیگابیت بر ثانیه بر بستر فیبر نوری میان آمریکا، روسیه، چین، هلند، کره، کانادا گسترده شده‌است. کشورهای هند، سنگاپور، ویتنام و مصر در سال ۲۰۰۹ به آن افزوده شدند.

پشتیبانان گلوریاد عبارتند از فدراسیون ملی علوم آمریکا(به انگلیسی: National Science Foundation)، کنسرسیومی از سازمان‌ها و وزارتخانه هادر روسیه، آکادمی علوم در چین(به انگلیسی: Chinese Academy of Sciences)، وزارتخانهٔ علوم و تکنولوژی در کره، شبکه کانادایی CANARIE، شبکه ملی تحقیقات در هلند(به انگلیسی: SURFnet) و تعدادی مؤسسه ارتباط راه دور زیر حمایت تایکو تله کام(به انگلیسی: Tyco Telecommunications).

گلوریاد پهنای باند ده گیگابیتی خود را از طریق بستر OC-192 فراهم می‌آورد هم اینک از طریق این بستر کارلایت در کره جنوبی به شمال پاسیفیک در آمریکا متصل است.

نسخه اولیه گلوریاد در سال ۲۰۰۴ به نام گلوریاد کوچک به منظور اتصال شیکاگو به هنگ کنگ، پکن، نوو سیبری، مسکو، آمستردام و دوباره شیکاگو ایجاد شد. در این پروژه برای نخستین بار یک کامپیوتر به صورت مستقیم از روسیه به چین متصل شد.